# InterCaribbean Airways

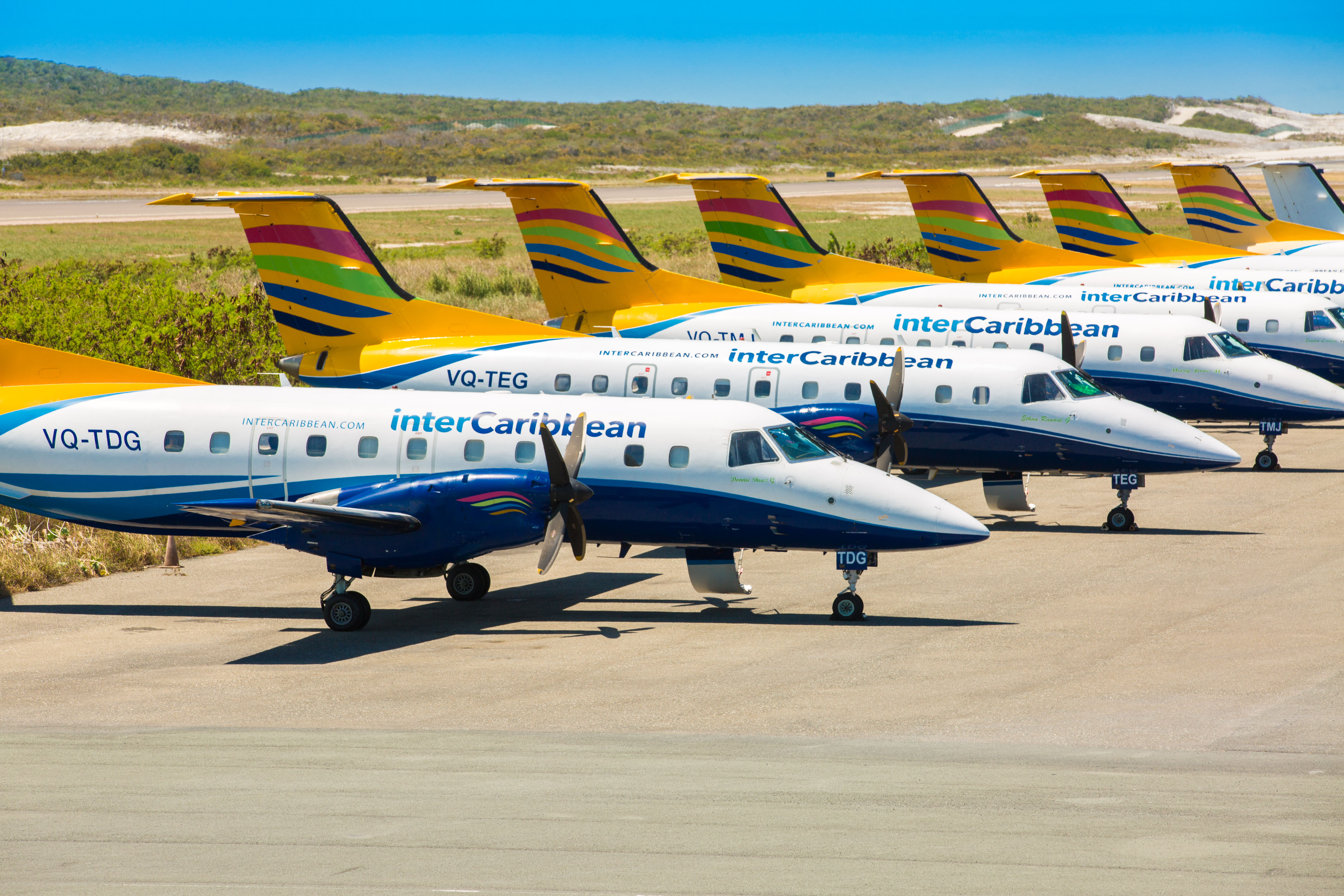
Embraers EMB 120 Brasilia de InterCaribbean Airways (2020)

interCaribbean Airways  es una aerolínea con sede en la isla de Providenciales en las Islas Turcas y Caicos operando la región del Caribe. Nombrada originalmente Interisland Airways Charter Services, inicia servicios en el año 1991. Posteriormente se renombró como interCaribbean Airways Ltd., nombre que ostenta actualmente. 

## Flota

### Flota actual
La flota de la aerolínea está compuesta por las siguientes aeronaves:
| Aeronaves                                | En servicio | Pedidos | Pasajeros (clase única)                              | Matrículas                                           | Antigüedad                                           | Observaciones                                        |
| ---------------------------------------- | ----------- | ------- | ---------------------------------------------------- | ---------------------------------------------------- | ---------------------------------------------------- | ---------------------------------------------------- |
| ATR 42-500                               | 7           | 2       | 48                                                   | N566KT                                               | 27,5 años                                            |                                                      |
| ATR 42-500                               | 7           | 2       | 48                                                   | N569KT                                               | 27,3 años                                            | Pendiente de entrega                                 |
| ATR 42-500                               | 7           | 2       | 48                                                   | N589KT                                               | 26,6 años                                            |                                                      |
| ATR 42-500                               | 7           | 2       | 48                                                   | N591KT                                               | 26,4 años                                            |                                                      |
| ATR 42-500                               | 7           | 2       | 48                                                   | VQ-TGD                                               | 26,3 años                                            |                                                      |
| ATR 42-500                               | 7           | 2       | 48                                                   | VQ-TBG                                               | 25,2 años                                            |                                                      |
| ATR 42-500                               | 7           | 2       | 48                                                   | N599KT                                               | 26 años                                              | Pendiente de entrega                                 |
| ATR 42-500                               | 7           | 2       | 48                                                   | VQ-THM                                               | 21,3 años                                            |                                                      |
| ATR 42-500                               | 7           | 2       | 48                                                   | VQ-TRS                                               | 18,7 años                                            |                                                      |
| ATR 72-500                               | 1           | —       | 68                                                   | VQ-THW                                               | 22,2 años                                            |                                                      |
| Bombardier CRJ-700                       | 1           | —       | 70                                                   | ZS-CMZ                                               | 15,4 años                                            |                                                      |
| De Havilland Canada DHC-6-200 Twin Otter | 1           | —       | 19                                                   | VQ-TCC                                               | 56,2 años                                            |                                                      |
| Embraer EMB 120 Brasilia                 | 4           | —       | 30                                                   | VQ-TVG                                               | 33,3 años                                            |                                                      |
| Embraer EMB 120 Brasilia                 | 4           | —       | 30                                                   | VQ-TMJ                                               | 33 años                                              |                                                      |
| Embraer EMB 120 Brasilia                 | 4           | —       | 30                                                   | VQ-TPG                                               | 31,9 años                                            |                                                      |
| Embraer EMB 120 Brasilia                 | 4           | —       | 30                                                   | VQ-TBC                                               | 31,6 años                                            |                                                      |
| Embraer ERJ-145                          | 3           | —       | 50                                                   | VQ-TAB                                               | 23,8 años                                            |                                                      |
| Embraer ERJ-145                          | 3           | —       | 50                                                   | VQ-TLR                                               | 23,8 años                                            |                                                      |
| Embraer ERJ-145                          | 3           | —       | 50                                                   | VQ-TPS                                               | 21,7 años                                            |                                                      |
| Total                                    | 17          | 2       | Edad media de la flota (febrero de 2025): 27,3 años. | Edad media de la flota (febrero de 2025): 27,3 años. | Edad media de la flota (febrero de 2025): 27,3 años. | Edad media de la flota (febrero de 2025): 27,3 años. |

### Flota histórica
| Aeronaves                     | Total | Introducido | Retirado | Matrículas              |
| ----------------------------- | ----- | ----------- | -------- | ----------------------- |
| Beechcraft 1900               | 1     | 2022        | 2023     | VQ-TJM                  |
| Beechcraft Modelo 99 Airliner | 3     | 2012        | 2015     | VQ-TCP, VQ-THL y VQ-TCG |
| Beech Super King Air          | 3     | 2005        | 2018     | VQ-TRT, VQ-TIU y VQ-TRS |
| Britten-Norman Islander       | 1     | 2002        | 2021     | VQ-TDA                  |

## Destinos
| Países                               | Destinos                   | Aeropuertos                                   | Notas          |
| ------------------------------------ | -------------------------- | --------------------------------------------- | -------------- |
| Anguila                              | Anguila                    | Aeropuerto Internacional Clayton J. Lloyd     |                |
| Antigua y Barbuda                    | Saint John                 | Aeropuerto Internacional V. C. Bird           |                |
| Bahamas                              | Nasáu                      | Aeropuerto Internacional Lynden Pindling      |                |
| Barbados                             | Bridgetown                 | Aeropuerto Internacional Grantley Adams       | Hub principal  |
| Cuba                                 | La Habana                  | Aeropuerto Internacional José Martí           |                |
| Cuba                                 | Santiago de Cuba           | Aeropuerto Internacional de Santiago de Cuba  |                |
| Dominica                             | Marigot                    | Aeropuerto Douglas–Charles                    |                |
| Granada                              | Saint George               | Aeropuerto Internacional Maurice Bishop       |                |
| Guyana                               | Georgetown                 | Aeropuerto Internacional Cheddi Jagan         |                |
| Guyana                               | Georgetown                 | Aeropuerto de Ogle                            |                |
| Haití                                | Cabo Haitiano              | Aeropuerto Internacional de Cabo Haitiano     |                |
| Haití                                | Puerto Príncipe            | Aeropuerto Internacional Toussaint Louverture |                |
| Islas Turcas y Caicos                | Caicos del Sur             | Aeropuerto de Caicos del Sur                  |                |
| Islas Turcas y Caicos                | Cayo Sal                   | Aeropuerto de Cayo Sal                        |                |
| Islas Turcas y Caicos                | Gran Turca                 | Aeropuerto Internacional JAGS McCartney       |                |
| Islas Turcas y Caicos                | Providenciales             | Aeropuerto Internacional de Providenciales    | Hub principal  |
| Islas Vírgenes Británicas            | Tórtola                    | Aeropuerto Internacional Terrance B. Lettsome | Hub principal  |
| Islas Vírgenes de los Estados Unidos | Saint Thomas               | Aeropuerto Internacional Cyril E. King        |                |
| Jamaica                              | Kingston                   | Aeropuerto Internacional Norman Manley        |                |
| Jamaica                              | Montego Bay                | Aeropuerto Internacional Sir Donald Sangster  |                |
| Jamaica                              | Ocho Ríos                  | Aeropuerto Internacional Ian Fleming          |                |
| Puerto Rico                          | San Juan                   | Aeropuerto Internacional Luis Muñoz Marín     |                |
| República Dominicana                 | Punta Cana                 | Aeropuerto Internacional de Punta Cana        | Estacional     |
| República Dominicana                 | Santiago de los Caballeros | Aeropuerto Internacional del Cibao            |                |
| República Dominicana                 | Santo Domingo              | Aeropuerto Internacional Las Américas         | Hub secundario |
| República Dominicana                 | Sosúa                      | Aeropuerto Internacional Gregorio Luperón     | Estacional     |
| San Cristóbal y Nieves               | Basseterre                 | Aeropuerto Internacional Robert L. Bradshaw   |                |
| Santa Lucía                          | Castries                   | Aeropuerto George F. L. Charles               |                |
| San Martín                           | Philipsburg                | Aeropuerto Internacional Princesa Juliana     | Estacional     |
| San Vicente y las Granadinas         | Kingstown                  | Aeropuerto Internacional de Argyle            |                |